# Cavite (Philippines)
Cet article concerne la province des philippines. Pour la ville, voir Cavite (ville).
Cavite est une province des Philippines.

## Villes et municipalités
Municipalités
- Alfonso
- Amadeo
- Bacoor
- Carmona
- Dasmariñas
- Gen. Emilio Aguinaldo
- General Mariano Alvarez
- General Trias
- Imus
- Indang
- Kawit
- Magallanes
- Maragondon
- Mendez
- Naic
- Noveleta
- Rosario
- Silang
- Tanza
- Ternate

Villes
- Cavite
- Tagaytay
- Trece Martires